# .pr
.pr es el dominio de nivel superior geográfico (ccTLD) para Puerto Rico. El mismo es administrado por “Puerto RicoTop Level Domain”, subsidiaria de “Gauss Research Laboratory, Inc.”, una organización sin fines de lucro incorporada bajo las leyes del Estado Libre Asociado de Puerto Rico.